# Феррари, Елена Константиновна
Елена Константиновна Феррари (итал. Elena Ferrari, при рождении — Ольга Фёдоровна Ревзина, в замужестве — Голубева (Голубовская); 1899, Екатеринослав — 16 июля 1938, Москва) — русская и итальянская поэтесса начала 1920-х годов, кадровая сотрудница Разведупра РККА, капитан, кавалер ордена Красного Знамени (1933).

## Начало биографии
Ольга Ревзина родилась в семье штейгера (горного мастера) Фёдора Абрамовича Ревзина. Родная сестра военного деятеля и разведчика Владимира Фёдоровича Ревзина, сменившего фамилию на Воля (1898—1940, расстрелян). О её еврейском происхождении и «итальянской» внешности упоминает Н. Н. Чебышёв со слов В. Ф. Ходасевича.
Ольга училась в Екатеринославе в гимназии, в детстве некоторое время жила в Швейцарии с тяжело больной матерью, которая умерла в 1909 году. Владела английским, французским, немецким, итальянским и турецким языками. В 14 лет ушла из дома. Работала подмастерьем у деревенской портнихи, была на полевых работах в деревне Софиевка Славяносербского уезда, после этого работала в фотоателье в Екатеринославе. Окончив шесть классов гимназии (1916), работала разнорабочей на металлургическом Брянском заводе (Екатеринослав). С мая 1917 года — технический секретарь газеты «Звезда». Работала на заводе «Южный труд» помощником литейщика, обдирщиком болванок артиллерийских снарядов, литейщиком меднолитейного производства. Состояла членом Индустриального союза России и заводского комитета завода «Южный труд», была избрана председателем Совета одного из районов Екатеринослава, а в октябре 1917 года секретарём городского исполкома.
В 1916—1917 годах — член партии большевиков, затем вместе с братом порвала с большевиками и примкнула к анархистам. Приняла участие в формировании анархистского партизанского отряда имени М. А. Бакунина, командиром которого стал её брат. Была замужем, носила фамилию мужа и соратника по партизанскому отряду имени М. А. Бакунина — рабочего Григория Голубева, о котором более ничего не известно. С 1918 года восстановила сотрудничество с советской властью.

## Гражданская война
С 1918 по 1920 год в составе Красной армии участвует в Гражданской войне: сестра милосердия, рядовой боец (стрелок), командир стрелкового отделения и разведчица в тылу деникинских войск. Воевала в составе 12-й армии РККА на Украине, в одном из боёв лишилась пальца на руке. В это же время её брат В. Ф. Воля «выполнял отдельные боевые задания в тылу врангелевских войск на Чёрном море, где им была захвачена неприятельская шхуна с грузом и пленными». В мае 1920 года по представлению комиссара 12-й армии С. И. Аралова отправлена в Москву для учёбы на Курсах контроля и разведки. По заданию советской разведки в марте 1921 году отбыла на оперативное задание в Турцию.
По данным, полученным в 1923 году Максимом Горьким, Голубовская принимала участие в таране яхты П. Н. Врангеля «Лукулл» 15 октября 1921 года. В яхту главнокомандующего, стоявшую в Константинополе на рейде, врезался итальянский пароход «Адриа», шедший из советского Батума. Врангель находился на берегу и не пострадал, погибли мичман П. П. Сапунов, корабельный повар Краса и матрос Ефим Аршинов; при потоплении яхты были утрачены деньги и ценности врангелевской армии. Расследование пришло к выводу о случайности происшествия, в наше время считается, что это было покушением на Врангеля, организованным советской военной разведкой.

## Берлин и Париж: резидентура и литературная деятельность
В 1922 году Елена Феррари (этот псевдоним она в дальнейшем будет использовать и как литературный, и как агентурный) появляется в Берлине и заводит личные знакомства с Максимом Горьким и другими литераторами русского Берлина начала 1920-х (Виктором Шкловским, Владиславом Ходасевичем). Сохранилась и частично опубликована её переписка с Горьким, начавшаяся в апреле 1922 года. Начинающая поэтесса и писательница предлагала свои опыты на отзыв Горькому и Шкловскому. Шкловский советовал ей обратиться к опыту современной модернистской литературы, в то время как Горькому были не по душе её подражания Пастернаку и Маяковскому, и тот призывал Феррари следовать за Ходасевичем как преемником пушкинской традиции. Корреспондентка уверяла Горького, что возвращение в Россию для неё невозможно из-за каких-то «ошибок» перед советской властью. В то же время опубликованные материалы по советским спецслужбам указывают, что и в Берлине Голубовская-Феррари продолжала вести разведывательную деятельность «по разложению войск Антанты».
Золото кажется белым

На тёмном загаре рук.

Я не знаю, что с Вами сделаю,

Но сама - наверно, сгорю.

Я уже перепутала мысли

С душным, горячим песком,

От яблок неспелых и кислых

На зубах и словах оскомина.

Беспокойно морское лето.

Я одна. Я сама так хотела.

Обеднелые грустны браслеты

На коричневом золоте тела.
В ноябре 1922 года Голубовская была назначена помощником С. П. Урицкого, нового резидента Разведупра и ОГПУ в Париже, после провала Якова Рудника. Своим берлинским знакомым она представила эту поездку как вызванную литературными интересами. Шкловский написал для направлявшейся в Париж Феррари, увлечённой авангардом, рекомендательное письмо футуристу Илье Зданевичу.
В конце 1922 — начале 1923 года Феррари стала активным участником собраний Берлинского дома искусств, и её имя неоднократно упоминается в прессе. Тесно общается с художником Иваном Пуни, жившим неподалёку от неё в Берлине. Их соседство упоминается в повести Шкловского «Zoo, или Письма не о любви», где имеется и словесный портрет Елены: «У неё лицо фарфоровое, а ресницы оттягивают веки. Она может ими хлопать, как дверьми несгораемых шкафов…». Феррари выступала в Берлине также совместно с итальянским футуристом Руджеро Вазари. В 1923 году в Берлине (издательство «Огоньки») выходит сборник стихотворений Феррари «Эрифилли» (название — греческое женское имя, буквально «горячо любимая»). Планировались к выходу (в издаваемом Горьким журнале «Беседа» и отдельной книгой) её прозаические «сказки», которые, в отличие от стихов, Горькому нравились, однако публикация не состоялась.
В апреле 1923 года Горький выясняет (по-видимому, через своего сына Максима Пешкова, имевшего личные знакомства в ОГПУ) её прошлое и предупреждает Ходасевича, чтоб тот был осторожнее с Феррари: «на большевичков работает, служила у них в контрразведке… она протаранила в Константинополе белогвардейскую яхту». Сохранилось письмо поэтессы к Горькому от 22 апреля 1923 года, где она сокрушается по поводу каких-то слов Максима Пешкова и ходящих вокруг её биографии слухов, не говоря ничего определённого. Через два дня Горький отвечал, что Феррари, рассказывая о своей биографии, «говорит о себе неверно», но «говоря о себе, ничего не ищет, кроме себя».

## Италия

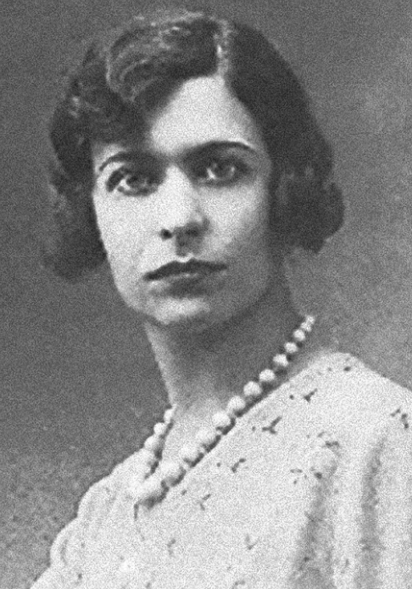
Елена Феррари в 1920-е годы

После раскрытия её биографии Феррари прекращает свои литературные контакты в Берлине и отправляется в Москву (где в декабре 1923 года присутствовала на дружеской встрече с Б. Л. Пастернаком и С. П. Бобровым), а затем с новым разведывательным заданием в Италию. Там она продолжила литературную деятельность совместно с художником-футуристом русского происхождения Виничио Паладини, входила в группу итальянских «имажинистов» (дебютировавших в 1927 году, когда Феррари уже была в Москве). В 1925 году вышел её второй сборник стихов «константинопольской» тематики «Prinkipo» (греческое название острова Бююкада около Босфора) на итальянском языке. Эту книгу Феррари посылала Горькому, с которым вновь списалась осенью 1924 года.

## Последние десять лет карьеры
В 1925 году Голубева (Голубовская) вернулась в СССР и возобновила работу в аппарате Разведупра на месте. В январе 1926 года назначена сотрудником-литератором третьей части третьего отдела Разведупра РККА, но 1 июля того же года уволена со службы. Печаталась под псевдонимами как журналист в советских изданиях («Новый зритель», «Красная нива», «Красная звезда», «Известия», «Юный коммунист», «Пионер»), а также продолжала публиковаться в Италии. В 1926—1930 годах не работала в разведке, находясь, однако, в резерве РККА, затем вновь получила задание во Франции и работала там помощником резидента, пользуясь прежним псевдонимом Феррари. В 1932 году на страницах парижской газеты «Возрождение» Н. Н. Чебышёв, сотрудник врангелевской контрразведки, со слов Ходасевича предаёт гласности участие Елены Феррари в таране яхты «Лукулл», назвав, помимо псевдонима, также фамилию «Голубева» (героиня заметки в то время вновь находилась во Франции, что, возможно, стало известно Чебышёву) и особую примету — отсутствие пальца на руке. В начале 1933 года разведчица была отозвана в Москву, либо из-за статьи Чебышёва, либо из-за серии провалов советской агентуры в Европе.
Постановлением ЦИК СССР от 21 февраля 1933 года Ольга Голубева награждена орденом Красного Знамени «за исключительные подвиги, личное геройство и мужество» (орден вручён 7 июля 1933 года). В июне 1933 года после сдачи экзаменов по французскому языку получила звание «военный переводчик I разряда» и служебную категорию К-9, а в сентябре 1935 года сдала также и экзамены по итальянскому. Была помощником начальника отделения первого (западного) отдела Разведупра РККА (1935—1936), это продвижение по службе было связано с назначением главой Разведупра её многолетнего шефа С. П. Урицкого. В 1935—1936 годах под оперативным псевдонимом «Вера» работала в США. При введении в РККА персональных воинских званий ей было присвоено воинское звание капитан (июнь 1936 года). Проживала в Москве по адресу: Кривоколенный переулок, дом 5, квартира 25.
Вскоре после разгрома кадрового состава Разведупра и ареста С. П. Урицкого в 1937 году гибнет и Голубева-Феррари: 1 декабря 1937 года арестована (через месяц после С. П. Урицкого), 16 июня 1938 года по обвинению в шпионаже и участии в контрреволюционной организации приговорена Военной коллегией Верховного суда СССР к высшей мере наказания и в тот же день расстреляна. 23 марта 1957 года реабилитирована посмертно. В 1963 году частично опубликована её переписка с Горьким; о сотрудничестве «советской писательницы» Феррари с разведкой и её расстреле публикаторы не упоминают.
Стихи Феррари входили в состав антологии «Сто поэтесс Серебряного века» (СПб., 1996. — 2-е издание под названием «Сто одна поэтесса…» — 2001). В 2009 году сборник «Эрифилли» был переиздан.

## Киновоплощения
- Сериал компании «Ода Фильм Продакшн» «Легенда Феррари» (2020) — актриса Ольга Погодина.

## Издания
- Феррари Е. Стихи [или Стихотворения]. Константинополь, 1921 (упом. как «Poesie» среди изданных книг в библиографич. справке в кн. «Prinkipo». Библиографически не идентифицирована, в своде Тарасенкова-Турчинского отсутствует)
- Феррари Е. Эрифилли (оригинал)
- Ferrari, Elena. Prinkipo. Versione dell’originale russo di Elena Ferrari e Umberto Barbaro, illustrazioni e copertina di Vinicio Paladini. — Roma: Edizioni La Bilancia, 1925 — 14x10,3 cm., brossura, pp. 64, copertina originale a due colori e 4 illustrazioni originali al tratto n.t. di cui 1 a colori di Vinicio Paladini.
- Феррари Е. Эрифилли. Серия: Малый Серебряный век. — М., Водолей, 2009. — 80 с.